# Antioch (Kalifornie)
Antioch je město v okresu Contra Costa County ve státě Kalifornie ve Spojených státech amerických. V Contra Costa County jde o třetí největší město po městech Concord a Richmond. Antioch je zároveň 55. největším městem v Kalifornii. Nachází se ve východní části San Francisco Bay Area. 
K roku 2020 zde žilo 115 291 obyvatel. S celkovou rozlohou 78 km² byla hustota zalidnění 1 717 obyvatel na km². Město se nachází v oblasti se semiaridním podnebím. 

## Partnerská města
- Lázaro Cárdenas, Mexiko
- Chichibu, Japonsko